# Tiran (czołg)
Tiran (hebr. טִירָן) – izraelska nazwa zmodernizowanych czołgów radzieckiej produkcji T-54A (Tiran 4), T-55 (Tiran 5/Ti-67) i T-62 (Tiran 6) zdobytych podczas wojny sześciodniowej w 1967 roku i wojny Jom Kipur w 1973 roku na armiach syryjskiej i egipskiej.
Na podstawie decyzji izraelskiego dowództwa z 1967 roku czołgi zostały włączone do służby w Siłach Obronnych Izraela oraz rozpoczęto ich modernizowanie, zgodnie z potrzebami Sił Obronnych Izraela. Czołgi Tiran 4 i 5 wykorzystywane były w trakcie wojny Jom Kipur, a potem znajdowały się na wyposażeniu jednostek rezerwowych. Czołgi Tiran 6 zaczęły wchodzić do służby po 1973 roku. Od lat 80. XX wieku następował proces wycofywania czołgów Tiran ze służby w armii. Mimo to podejmowano dalsze próby modernizacji konstrukcji (np. wersja Samowar).
Wycofywane czołgi przekazano jako pomoc dla wspieranych przez Izrael Armii Południowego Libanu i Siłom Libańskim w trakcie wojny domowej. Tirany były również sprzedane Iranowi, Rwandzie i Urugwajowi. Po wycofaniu wojsk Izraela z południa Libanu w 2000 roku część pojazdów znalazła się w posiadaniu armii libańskiej i Hezbollahu. Pozostałe Tirany posłużyły izraelskiemu wojsku do stworzenia  gąsienicowego transportera opancerzonego Achzarit.

## Historia
Czołgi radzieckiej konstrukcji znalazły się w armii izraelskiej już po kryzysie sueskim w 1956 roku. Były to czołgi T-34-85 z armatą kalibru 85 mm, które pochodziły z egipsko-czechosłowackiej umowy handlowej. Jednak pomysły przyjęcia ich do służby w izraelskich siłach pancernych nie spotkały się z powszechną akceptacją. W trakcie wojny sześciodniowej w 1967 roku Siły Obronne Izraela zdobyły dużą ilość sprzętu syryjskiego, egipskiego i jordańskiego. Jeszcze w lipcu tego samego roku w Sztabie Generalnym izraelskiej armii odbyło się spotkanie, na którym podjęto decyzję o przyjęciu do służby zdobycznych, ale nieuszkodzonych czołgów Patton, Centurion, T-54 (w liczbie 81 sztuk) i T-55 (49 sztuk). Te ostatnie miały wejść do służby w 1968 roku. Równocześnie rozpoczęto prace modernizacyjne i ujednolicające uzbrojenie. Czołgi otrzymały nowe systemy celowania, łączności, armaty i amunicję, aby były takie same, jak w używanych już przez armię czołgach Magach i Szot. W celu odróżnienia wyglądu izraelskich maszyn od tych używanych w Egipcie, czy Syrii, zamontowano m.in. na bokach i z tyłu wieży pojemniki transportowe. Postanowiono, że czołgi konstrukcji radzieckiej będą nazywane Tiran od Cieśniny Tirańskiej .
Po wojnie sześciodniowej zapadła również decyzja o tym, że francuskie czołgi AMX-13 zostaną wycofane ze służby i zastąpione będą przez czołgi produkcji radzieckiej. W związku z tym, że w Tiranach załogę stanowiło czterech żołnierzy, to załogi AMX-ów zostały uzupełnione przez żołnierzy formacji rezerwowych. Pierwszą brygadą pancerną, której wyposażenie stanowiły czołgi Tiran była 274 Brygada Pancerna. Skutkiem wprowadzenia do służby dużej liczby Tiranów było utworzenie specjalnego centrum szkoleniowego koło kibucu Ce’elim na Negewie. Po zakończeniu wojny na wyczerpanie zaczęto program przezbrajania Tiranów i radzieckie armaty kalibru 100 mm zastąpiono armatą M68 kalibru 105 mm używaną w Izraelu pod nazwą Szarir (hebr. שָׁרִיר, dosł. mięsień).
Radziecki sprzęt został przejęty przez izraelską armię również po wojnie Jom Kipur. Wówczas, oprócz kolejnych czołgów T-54 i T-55 Izrael po raz pierwszy wszedł w posiadanie czołgów T-62 z armatą kalibru 115 mm. Izraelskie dowództwo i tym razem wyraziło zgodę na włączenie zdobycznych czołgów do służby, po ich modyfikacjach. W czołgach T-62, które w Izraelu służyły pod nazwą Tiran 6, armia izraelska spotkała się z automatycznym systemem wyrzutu łuski na zewnątrz pojazdu.
Próby Tirana 6 prowadzono na poligonie pod Sziwtą. Ich pomyślne zakończenie doprowadziło do powołania nowego batalionu używającego wyłącznie tej wersji czołgu. Analiza licznych strat w wojnie w 1973 roku sprawiła, że wojsko podjęło próby zwiększenia przeżywalności załogi w Tiranach. W ten sposób zaczęto montować na zdobytych czołgach pancerz reaktywny krajowej produkcji – Blazer.
W trakcie operacji „Pokój dla Galilei” w 1982 roku Izrael zdobył syryjskie czołgi T-62 i T-55, ale wówczas nie podjęto już decyzji o wcieleniu ich do służby w armii.
W latach 80. XX wieku armia izraelska zdecydowała o wycofywaniu ze służby czołgów Tiran. Mimo to wciąż ulepszano i modyfikowano czołgi radzieckiej produkcji. Przykładem była wersja nazwana Samowar, która miała stanowić konstrukcję opartą jedynie na kadłubie Tirana, a wyposażenie (systemy i uzbrojenie) pochodzić miały z państw NATO. Pozostałe na wyposażeniu armii izraelskiej Tirany postanowiono zmodyfikować i wykorzystać jako bazę do gąsienicowych transporterów opancerzonych Achzarit.

## Wersje i modyfikacje
W zdobytych czołgach T-54A, T-55 i T-62 armia izraelska wprowadziła modyfikacje mające na celu zmodernizować te konstrukcje oraz zunifikować ich uzbrojenie z tym, które było używane w Cahalu. Na ich podstawie w Izraelu używano następujących wersji czołgów:
- Czołg Tiran 4
Tiran 4 – początkowo użytkowane bez modyfikacji z armatą kalibru 100 mm. Z czasem czołgi T-54 otrzymały nowe systemy łączności i kierowania ogniem. Wymieniono także błotniki, dwa karabiny maszynowe kalibru 7,62 mm i jeden kalibru 12,7 mm oraz zamontowano nowe pojemniki transportowe na wieży czołgu[10][11],
- Czołg Tiran 5Tiran 5SzTiran 5 Nochri z lemieszem spychaczaTiran 5 Nochri
Tiran 5 – podobnie jak w przypadku Tirana 4, tak i w tej wersji początkowo armia używała czołgi T-55 bez modyfikacji. Później dodano pojemniki transportowe po bokach wieży, nowe systemy wentylacji, łączności, kierowania ogniem (Matador) oraz lampy na podczerwień. Zamontowano nowy karabin maszynowy kalibru 7,62 mm, wymieniono karabin DSzK na karabin Browning M2 HB kalibru 12,7 mm. W Tiranie 5 wymieniono oryginalny silnik na silnik General Motors 8V-71T o mocy 609 KM oraz zamontowano nowy układ kierowniczy. Każdy członek załogi miał zapewnione wyposażenie noktowizyjne[10][9][12],
- Tiran 4Sz/Tiran 5Sz – oprócz wspomnianych modyfikacji w Tiranie 4 i 5 zadecydowano o zamontowaniu w obu czołgach armaty M68 kalibru 105 mm z przedmuchiwaczami, znanej w Izraelu pod nazwą Szarir. Stąd też pochodzi dodana do nazwy końcówka „Sz”. Miało to na celu unifikację uzbrojenia i amunicji z tą, jaką używały izraelskie siły pancerne[10][1],
- Tiran 5 Nochri – była to wersja czołgu Tiran 5 z dodatkowo zamontowanym z przodu czołgu wyposażeniem inżynieryjnym w postaci trału bijakowego lub zestawu spychającego[10],
- Czołg Tiran 6
Tiran 6 – w zdobytych czołgach T-62 armatę kalibru 115 mm zmieniono na używaną w armii izraelskiej armatę M68 kalibru 105 mm, dodano pojemniki transportowe z tyłu i po bokach wieży czołgu, zamontowano system stabilizacji, systemy termowizji, podczerwieni oraz dalmierz laserowy. Oryginalny silnik wymieniono na silnik General Motors 8V-71T o mocy 609 KM. Przy włazie dowódcy zamontowano moździerz kalibru 60 mm.[10][2] [12][13],
- Tiran 6S – wersja czołgu Tiran 6 z dodatkowym pancerzem reaktywnym Blazer[2] ,
- Samowar – w latach 80. XX wieku armia izraelska postanowiła ponownie zmodyfikować czołgi Tiran. Tym razem postanowiono usunąć wszystkie systemy, wyposażenie i uzbrojenie zastępując je wyposażeniem zachodnim, odpowiadającym standardom natowskim. W celu zwiększenia bezpieczeństwa załogi zamontowano pancerz reaktywny Super Blazer, a zbiorniki paliwa umieszczono wewnątrz kadłuba pojazdu. Nowy silnik miał moc 620 KM z czterema biegami w przód i dwoma w tył. W Samowarze także zamontowano armatę kalibru 105 mm, dwa karabiny kalibru 7,62 mm oraz moździerz kalibru 60 mm[2] [7].

## Dane taktyczno-techniczne
|                           | Tiran 4      | Tiran 5      |
| ------------------------- | ------------ | ------------ |
| Wymiary i waga            |              |              |
| wysokość                  | 2,4 m        | 2,4 m        |
| szerokość                 | 3,28 m       | 3,28 m       |
| długość (z armatą)        | 9,2 m        | 9,2 m        |
| prześwit                  | 450 mm       | 450 mm       |
| waga                      | ok. 35 ton   | ok. 35 ton   |
| Pancerz (kadłub)          |              |              |
| przedni                   | 100 mm       | 100 mm       |
| boczny                    | 80 mm        | 80 mm        |
| Pancerz (wieża)           |              |              |
| przód                     | 185–200 mm   | 185–200 mm   |
| boki                      | 100–150 mm   | 100–150 mm   |
| Osiągi                    |              |              |
| rowy                      | 2,7 m        | 2,7 m        |
| przeszkody pionowe        | 0,8 m        | 0,8 m        |
| brody (bez przygotowania) | 1,27 m       | 1,27 m       |
| spalanie                  | 200 l/100 km | 200 l/100 km |
| prędkość maks.            | 43 km/h      | 45 km/h      |

## Użytkownicy

### Siły Obronne Izraela
Pierwsze wykorzystanie Tirana w warunkach bojowych miało miejsce podczas operacji Rawiw w trakcie wojny na wyczerpanie prowadzonej pomiędzy Egiptem i Izraelem. W nocy z 8 na 9 września 1969 roku na egipski brzeg Kanału Sueskiego dokonano desantu sześciu Tiranów 5 oraz trzech transporterów BTR-50. Maszyny te zostały wykorzystane ze względu na podobieństwo do czołgów egipskich, co miało zapewnić efekt zaskoczenia. Operacja mająca na celu zniszczenie radarów i wyrzutni rakiet zakończyła się sukcesem, bez strat w pojazdach po stronie izraelskiej .
W 1969 roku powołano do życia 274. Brygadę Pancerną, która dysponowała zdobycznym sprzętem radzieckim, w tym czołgami Tiran 4 i 5. W związku z tym została nazwana „pierwszą brygadą Tiranów”. Brygada brała udział w wojnie Jom Kipur. W jej pierwszej fazie służyła jako rezerwa. 12 października podporządkowano ją 162. Dywizji, a 14 października brygada wzięła udział w ataku na siły egipskie i zniszczyła 40 czołgów wroga.
Tirany były na wyposażeniu jeszcze trzech brygad (889., 265., 320.) i 11. Rezerwowej Brygady Pancernej, która stacjonowała na Synaju. Ze zdolności amfibijnych Tiranów miała także korzystać Brygada Giwati.

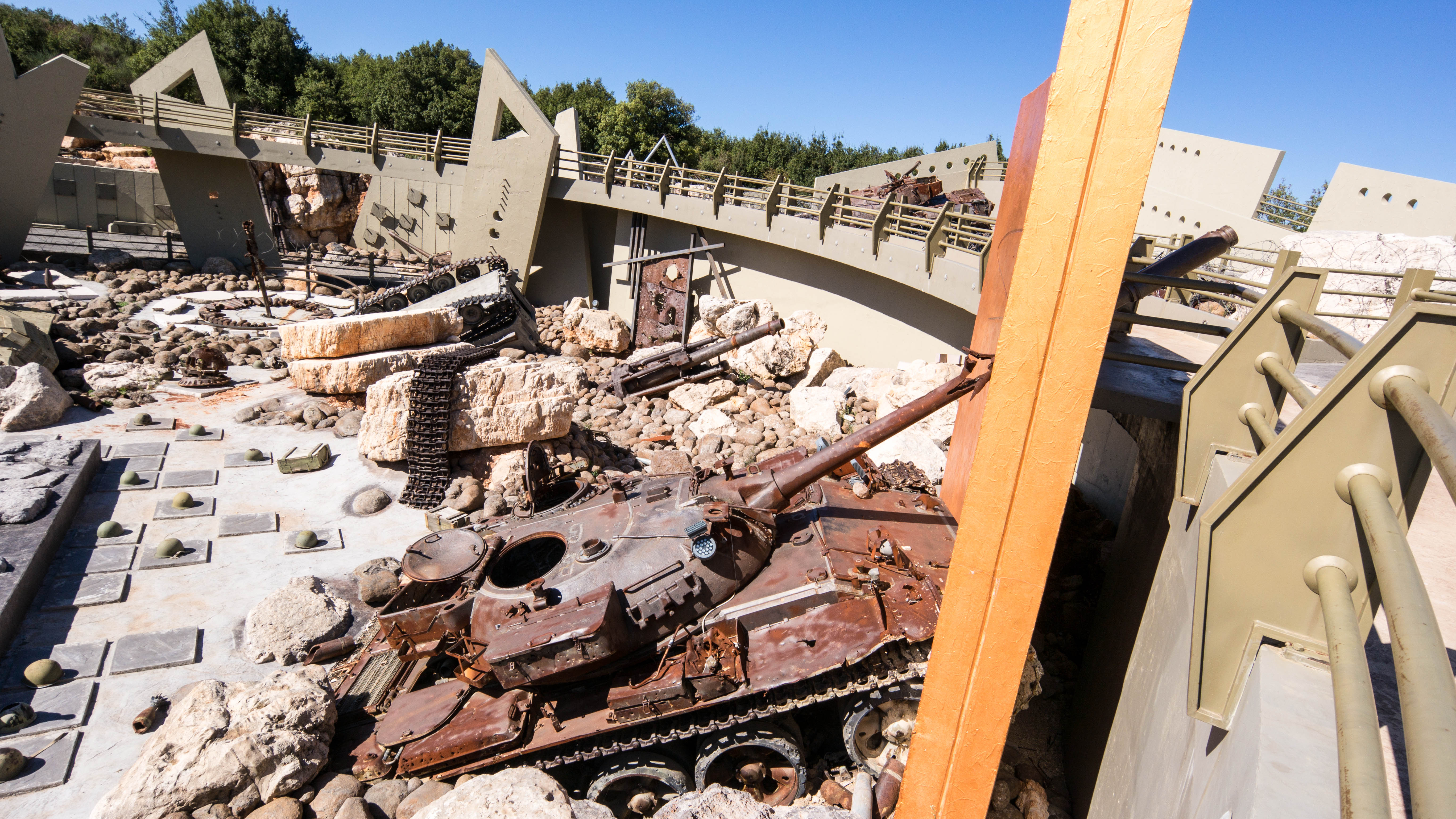
Zniszczony Tiran Armii Południowego Libanu w muzeum Hezbollahu w miejscowości Mleeta

Zebrane źródła nie pozwalają jednoznacznie podać liczby zdobytych lub użytkowanych czołgów produkcji radzieckiej. W latach 90. XX wieku w izraelskiej armii miało znajdować się jeszcze 400 Tiranów 4 i 5, a w latach dwutysięcznych ok. 287. Z kolei Tiranów 6 było w latach 90. XX wieku 110 sztuk, później 100.

### Armia Południowego Libanu

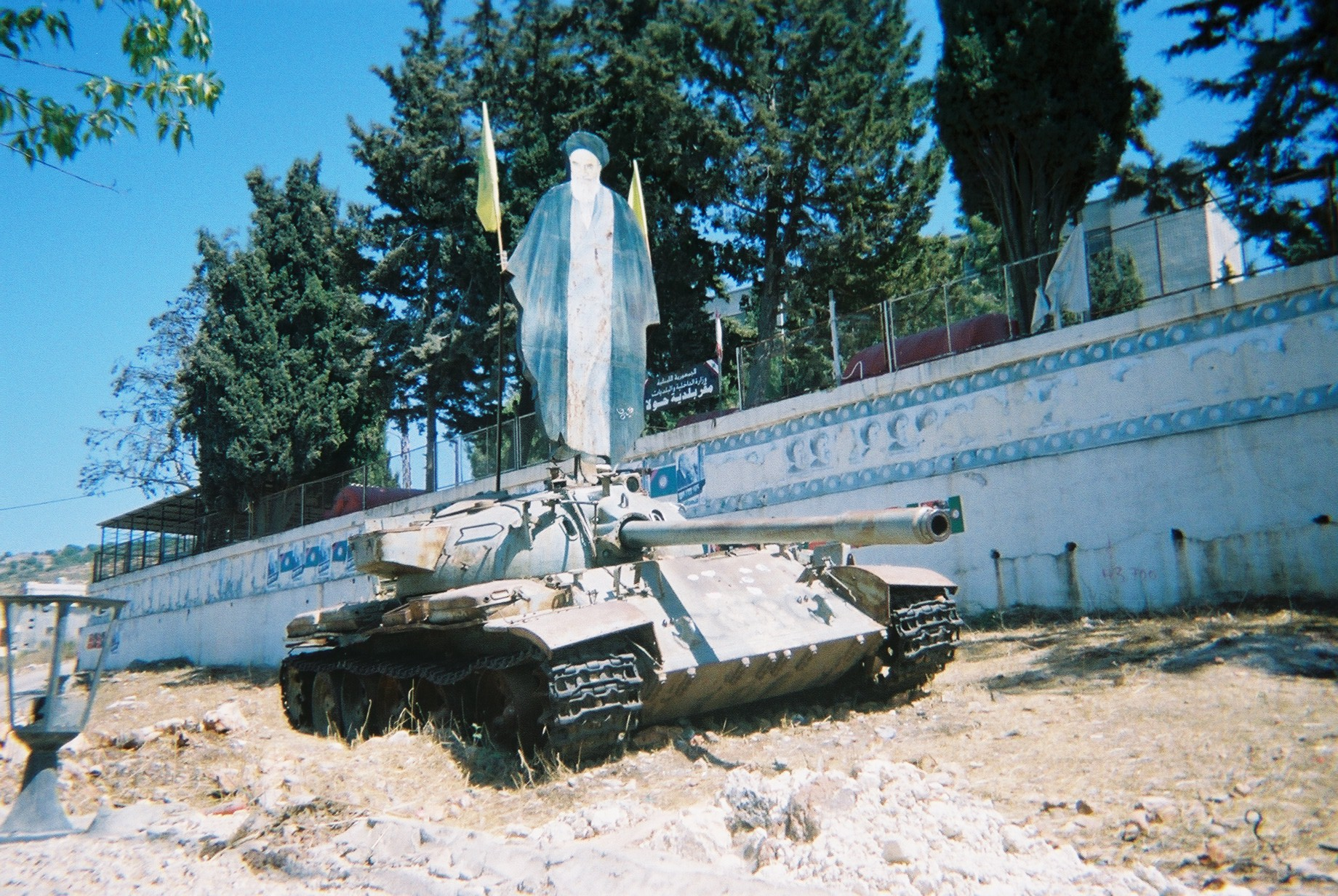
Zniszczony Tiran 5 w Libanie

34 czołgi Tiran zostały przekazane przez Izrael w ramach wsparcia podczas libańskiej wojny domowej. Były to Tirany 4 z armatą kalibru 100 mm oraz Tirany 5. Załogi tych czołgów zostały przeszkolone wcześniej przez izraelskich wojskowych.

### Hezbollah
Po wycofaniu armii izraelskiej z południa Libanu w 2000 roku część czołgów Tiran Armii Południowego Libanu miała zostać przejęta przez oddziały Hezbollahu.

### Iran
Izrael sprzedał część czołgów Tiran armii irańskiej podczas wojny iracko-irańskiej.

### Liban
Czołgi Tiran weszły w posiadanie Sił Zbrojnych Libanu w wyniku rozpadu Armii Południowego Libanu.

### Rwanda
W 2012 roku Izrael sprzedał 10 czołgów Tiran 6S armii rwandyjskiej.

### Siły Libańskie
W 1987 roku w ramach wsparcia chrześcijańskich milicji przez Izrael Siły Libańskie otrzymały 18 czołgów Tiran 4.

### Urugwaj
W 1997 roku Izrael sprzedał armii urugwajskiej 15 sztuk czołgów Tiran 6S.

### Kurdowie
W 1972 roku w ramach operacji „Keszet” 274 Brygada Pancerna przeprowadziła szkolenia kurdyjskich bojowników w Izraelu, które odbywały się na Tiranach w Szarm asz-Szajch. Izraelscy wojskowi prowadzili te szkolenia, aby zaznajomić Kurdów z obsługą zdobytych na irackiej armii czołgów konstrukcji radzieckiej.

## Upamiętnienie
W ramach serii upamiętniającej izraelską broń pancerną Israel Coins and Medals Corporation wyemitowała w 2003 roku srebrne i miedziane medale z Tiranem 5.